# Дріберген-Рейсенбург
Дріберген-Рейсенбург (нід. Driebergen-Rijsenburg) — місто в нідерландській провінції Утрехт. Входить до муніципалітету Утрехтсе-Гевелрюг.
Його площа становить 26,44 км², а населення станом на 2005 рік складало 18570 осіб.
Раніше мало статус окремого муніципалітету.

## Галерея

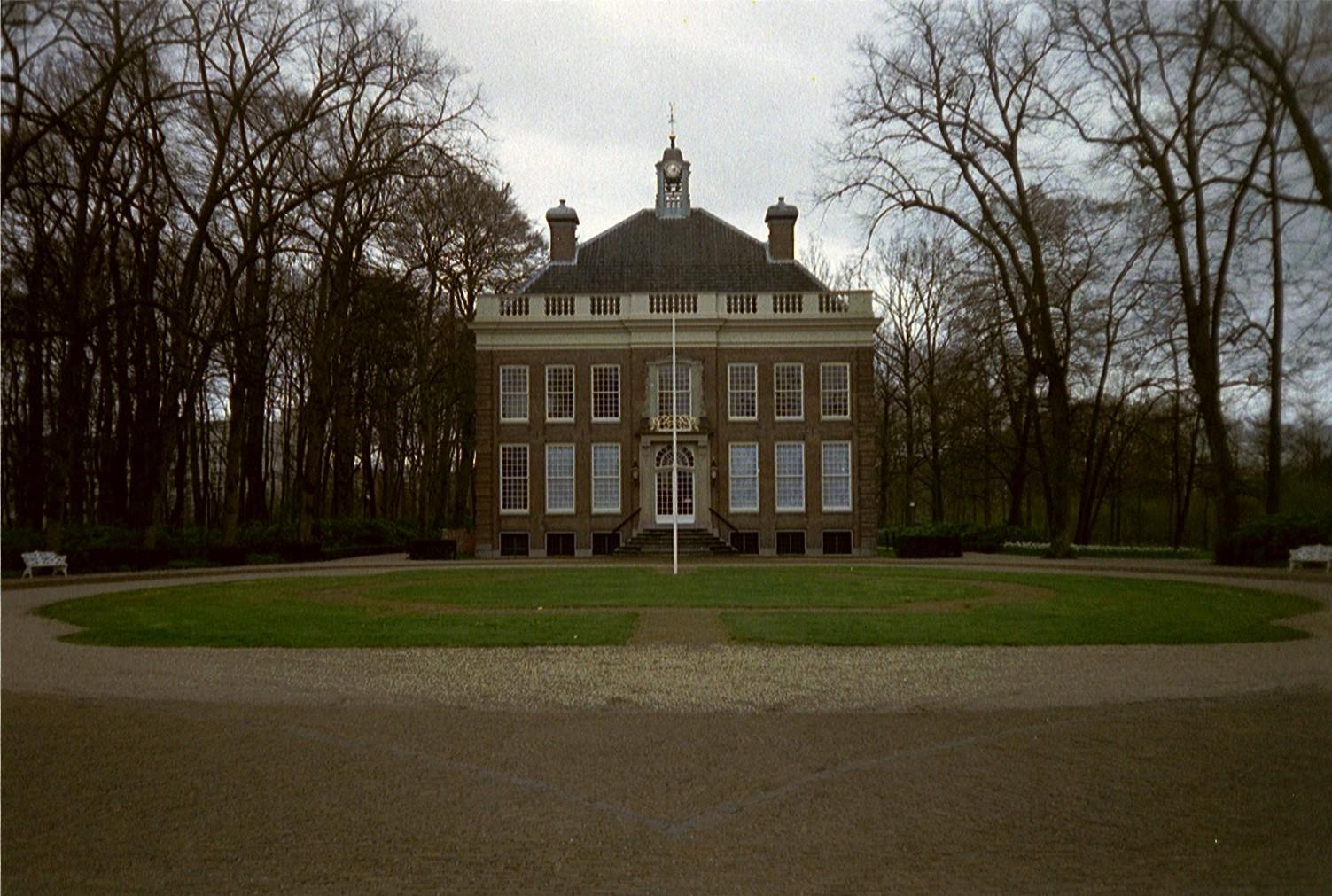
Маєток у місті